# Biblioteca Central de Macau
A Biblioteca Central de Macau é uma biblioteca na cidade chinesa de Macau. Desempenha funções de Biblioteca nacional da Região Administrativa Especial de Macau, incluíndo o depósito legal.

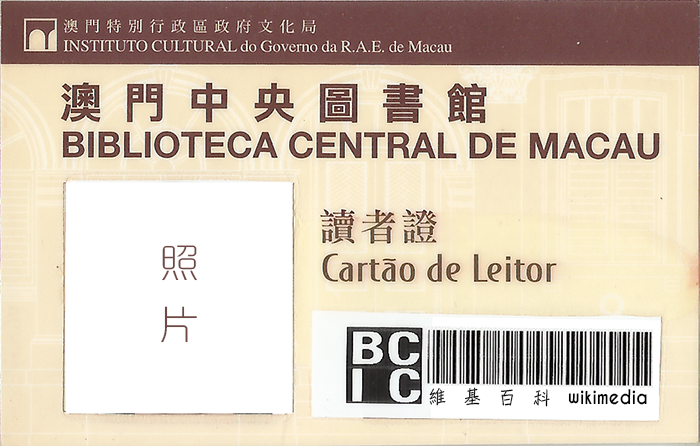
Cartão de Leitor da Biblioteca Central de Macau

Administra ainda a rede de bibliotecas públicas em Macau, entre elas a Biblioteca Sir Robert Ho Tung. É tutelada pelo Instituto Cultural do Governo da Região Administrativa Especial de Macau.

## História
Fundada em 1895, a Biblioteca Nacional de Macau começou a funcionar numa sala do Convento de Santo Agostinho. Passou por várias moradas entre 1917 e 1983, ano em que se mudou para a atual sede na Avenida Conselheiro Ferreira de Almeida, rua emblemática na Freguesia de São Lázaro.
É detentora do direito do depósito legal em Macau, direito que foi renovado em 1989 (Decreto-Lei nº 19/85/M, de 9 de março de 1985, sobre o regime de 'depósito legal', alterado pela Decreto-Lei nº 72/89/M, de 31 de outubro de 1989). Com o fim do domínio português em dezembro de 1999, a Biblioteca Nacional de Macau continou com o direito do depósito legal, sendo desde agosto 1999 abrangido por leis chinesas de direitos de autor, com ajustamentos em 2012 (Decreto-Lei n.° 43/99/M de 16 de Agosto de 1999 de Direito de Autor e dos Direitos Conexos, alterada pela Lei n.º 5/2012, de 10 de abril de 2012).
Entretanto, também a designação foi mudada, para Biblioteca Central de Macau. Em 2007 ainda foram realizadas amplas restaurações na biblioteca que desde então dispõe de uma área ocupada de 1 371 m² e uma colecção de 120 161 livros, entre eles 34 263 documentações de Macau.